# (16180) Rapoport
(16180) Rapoport est un astéroïde de la ceinture principale.

## Description
(16180) Rapoport est un astéroïde de la ceinture principale. Il fut découvert le 4 janvier 2000 à Socorro (Nouveau-Mexique) par le projet LINEAR. Il présente une orbite caractérisée par un demi-grand axe de 2,22 UA, une excentricité de 0,15 et une inclinaison de 5,5° par rapport à l'écliptique.

## Compléments